# La banda (programa de televisión)
La banda o La banda del sur es un programa de televisión orientado a niños de entre 4 y 14 años emitido en la televisión pública andaluza Canal Sur Televisión desde 1994. Cuenta con un histórico de 729.000 socios (actualmente 100.000) y 30 centros colaboradores donde los miembros del club obtienen ventajas sociales.

## Historia
La banda comenzó a emitirse el 28 de febrero de 1994 (sustituyendo al anterior programa infantil Teletrasto que estuvo desde 1992) y a lo largo de los años ha tenido etapas muy distintas. 
Un primer formato consistía en la emisión de una serie de parodias o sketches con un hilo argumental en torno a las aventuras de sus originales presentadores-actores, y fue emitido entre 1994 y 2001. Y el segundo formato muy diferente del original, fue emitido desde 2001 hasta 2012 limitándose sobre todo a realizar concursos infantiles en un plató.
En su formato original, ideado por el guionista malagueño Enrique Díaz y asesorado por pedagogos, educadores y animadores socioculturales, los integrantes y presentadores de La banda, interpretaban a un grupo de amigos que habitaban juntos en una vivienda donde siempre llegaba otro personaje a compartir alguna aventura. A veces, surgía algún conflicto entre ellos que siempre acababan solucionando. Estos siempre mostraban fantasías, sueños, solucionaban los problemas y emprendían aventuras a través del fomento de la imaginación. Estos personajes de la primera etapa fueron: 
- La jefa (Remedios Castillo) que además de la primera directora del programa, fue presentadora-actriz de La banda durante el primer año. Ella interpretaba a la dueña de la casa donde vivían el resto de personajes.
- Víctor V (Pablo Miralles, subdirector y actual director del programa),[6] era un estudiante cuyo mejor amigo era su propia imaginación y era el líder de todas las aventuras.
- Bubú (Patricia Aguilera), que interpretaba a una chica dulce y alegre amiga de todos.
- Marfario (Eva Rubio), cuyo rol al principio era "la mala que quería apoderarse del programa", pero que después a pesar de ser bastante mandona y repipi se hace amiga inseparable del resto.

Posteriormente pasaron por el programa muchos otros presentadores como: 
- Juanjo Macías en el papel de Diego Sastre (D. Sastre),[3] cuyo rol era el de un vecino malvado que vivía en un cuchitril y que envidiaba la vivienda de los personajes principales por lo que siempre pretendía apoderarse de la casa y del club de La banda.
- David Arnáiz, que sustituyó a "Víctor V" a finales de los 90 como Álex el nuevo estudiante inquilino de la casa.
- Ana Ruiz, que también trabajó en el programa interpretando el papel de Alicia, la divertida y simpática hermana de David conviviendo en la casa con el resto de personajes.

Estos actores, especialmente los tres originales, también interpretaban otros personajes recurrentes en las historietas en las que se involucraban e intercalaban las tramas. 
- Pablo Miralles además de Víctor V interpretaba a la abuela Victoria.
- Patricia Aguilera además de Bubú, hacía de Cleo, su prima punky.
- Eva Rubio también interpretaba el rol de Ludmila del Cuervo, la hermana gótica de Marfario.

Tras la marcha de Pablo Miralles en su rol de Víctor V en 1999, cambió un poco la dinámica del formato. Los actores que daban vida a Álex, Alicia y Desastre se encargaban de realizar los sketches y las aventuras en plató, mientras que Bubú y Marfario se dedicaron a visitar los diferentes parques naturales y monumentos de la comunidad andaluza para darlos a conocer al público infantil.
La participación del público fue muy importante en el programa. Para canalizar esta participación, se creó el denominado El club de La banda, al que pudieron pertenecer todos los niños andaluces que lo desearan hasta los 15 años de edad. En esta primera etapa, la participación de sus socios con el programa se realizaba sobre todo por carta y se daba la oportunidad de participar en los numerosos concursos que realizaban. En esos concursos, regalaban cosas como bufandas, libros, televisores o videoconsolas. Además los presentadores mostraban en el programa algunas de las cartas y dibujos que éstos enviaban. 
Los sketches del programa se realizaban en un plató lleno de colorido y decorado con una temática de fantasía muy llamativa para el público infantil - juvenil, además intercalaban las escenas del plató con efectos de ordenador. El humor siempre estuvo presente, y las aventuras que se narraban hacían despertar la imaginación, curiosidad... abriendo la mente a su gran público andaluz. Cada año interpretaban una nueva canción compuesta por sobre la temática del programa que pretendía exponer los valores de los primeros años de La banda, con canciones como Esta es tu banda, Soy Víctor Uve, Teleactividad, La banda ya está aquí, o Muévete la vida. Muchas veces relacionadas con el medio ambiente y la solidaridad. La mayoría de las canciones de la primera etapa del programa fueron una composición del músico Carmelo Villar Lerma.
En 2001 ante las bajas de sus presentadores originales debido a un cambio en la dirección de Canal Sur y una reestructuración en las prioridades de la televisión andaluza, el programa adquirió su segundo formato que nada se parecía al original. Este nuevo formato estuvo más enfocado al público de menor edad, e incluyó concursos, juegos, entrevistas, reportajes, teatro, actuaciones musicales, magia, cuentos, coreografías... El espacio estaba estructurado como un amplio contenedor - magacín con una misión divulgativa y de entretenimiento. En esta segunda época el programa además de ofrecer entretenimiento, se adaptó a la lengua de signos, se impartieron nociones de inglés realizando alguno de los concursos en este idioma, e incidieron en el fomento de valores positivos. 
En 2001 comenzaron esta nueva etapa, Javier Aguilar, María Espejo, Felipe Delgadillo y Tutti Márquez. En la época estival, el programa se desarrollaba en las instalaciones de algunos parques acuáticos de Andalucía. A lo largo del tiempo varios de sus presentadores dejaron el programa, es el caso de Javier Aguilar en 2004, Tutti Márquez en 2009 o María Espejo en 2006, entre otros. 
Desde junio de 2008, el programa redujo su presencia en Canal Sur 2, que pasó a emitir documentales y series en el horario vespertino. En su segunda etapa contó con tres presentadores, Felipe Delgadillo, Fabio Arrante y María Gamero que participaron activamente en las diferentes secciones del programa. 
La banda contó con una mascota llamada Bandi, un dibujo animado con su correspondiente réplica corpórea y estrella de 6 puntas que formó parte del programa como sketch animados durante los bloques publicitarios. Desapareció en mayo de 2007.
El programa realizó en 2008 una película titulada La banda en la isla de la magia que tuvo gran aceptación entre el público infantil andaluz.
Actualmente se emite en Andalucía Televisión, los sábados y domingos de 09h00 a 11h00.